# Јагодић
Јагодић је презиме састављено од женског имена Јагода и словенског суфикса -ић.

## Порекло и традиција
Порекло презимена Јагодић није коначно утврђено, али сеже до женског имена Јагода. Дакле, то је матроним.
Према неким усменим породичним предањима, презиме води порекло од мајке или баке удовице по имену Јагода (Баба Јагода). Постоје предања према којима су преци узимали презиме свог властелина на чијем су имању служили. Овакви наративи се могу наћи посебно у Славонији и другим подручјима унутар историјске војне крајине. У неким усменим предањима усвојено је девојачко презиме мајке или презиме очуха. У другим традицијама, презиме су преузели Хајдуци из Црне Горе, који су на тај начин покушали да замагле свој првобитни идентитет.
Помињање у средњовековним и хабзбуршким архивским документима указује на порекло са српскохрватског језичког простора. Најраније сведочанство о презимену Јагодић налази се у Дубровачком државном архиву.

## Дистрибуција
Има неколико хиљада носилаца презимена Јагодић у разним правописима. Најчешћи правописи су:
- Јагодић (60,4%, у Србији, Босни и Херцеговини и Хрватској)
- Јагодиц (17,2%, посебно у Крањској регији Словеније)
- Јагодич (11,3%, у Словенији, словенизовани правопис)

Према генеалошком институту Форберс ДМЦЦ, највише носилаца презимена живи у Словенији (око 1.500), затим у Србији (око 1.200), Босни и Херцеговини (око 1.050) и Хрватској (око 800), иако је број имена носиоци у Хрватској знатно су се смањили после Другог светског рата и после рата у Хрватској. Из Вировитице, Осијека, Доњег Михољца и Карловца у Војводину се доселио велики број носилаца овог презиимена српског порекла. С једне стране, до пресељења је дошло услед колонизационе политике од Првог светског рата, са друге стране због рата и протеривања. Велики број носилаца хрватског имена мигрирао је у САД и Аргентину пре Другог светског рата.

## Архива
Први документовани помен презимена Јагодић налази се у средњовековном архиву града Дубровника. Ово је судска исправа млетачке владе у Дубровнику (тадашњој Рагузи). У њему се суди трговац по имену Висгл Јагодич (Василије Јагодић) јер су његове натоварене мазге упали у винограде извесног Стефана де Налеа. Тачан исход није познат, али су инциденту сведочили присутни сведоци суда. Тачна формулација у преведеном судском документу гласи:

### (превод) Судске радње против странаца у Рагузи (Дубровник), ВИИИ, 205в, 23. јуна 1429. године.
```
„Стефан де Нале, у присуству лорда ректора Николе Жо. де Позде, жали се на Василија Јагодића. Јуче су натоварене мазге овог последњег упали у виноград код Брена и нанели штету. О томе сведоче Добрило (Валаче из Брајића), Радоша Ивановић и Симчо Боговчић“.
```

### (Оригинални текст) Ламента де форис, ВИИИ, 205в, 23. јун 1429.
```
"Stephanus de Nale, coram domino Rectore ser Nicola Jo. de Poza conqueritur supra 
Vasigl Jagodich
.
 
Eo quia heri eum uno somerio et una mulla intulit sibi damnum in uno suo tereno in vinea positis in Breno. Testes: Dobrilo homo Blaxii de Braicho, Radochna Iuanovich, Simcho Bogaucich."
```

У 15. и 16. веку презиме пада и у Београду, у околини Чачка, као и на острву Брачу, у Шибенику и у Хрватском загорју. Од 17. века презиме Јагодић се све чешће јавља на хабзбуршкој војној граници и у славонском залеђу.

## Племићка породица
У историји хабзбуршке војне крајине три породице са презименом Јагодић уздигнуте су у племство Дунавске монархије.
- 4. марта 1714. Франц и Георг Јагодич, као и Георгови синови Георг и Емерих добили су племићко писмо и грб од краља Карла III.
- 24. октобра 1806. Алексије Јагодич, његова супруга Розалија Бернард и деца Михаило, Франц, Алексије и Јозефа добили су писмо племства и грб од краља Франца II. Велика сличност са грбовима Франца и Георга Јагодича наговештава везу.[14]
- Спасоје Јагодић је 17. септембра 1824. добио племићко писмо и грб од краља Фрање II, а породица је од тада носила презиме Jagodics de Kernyecza.[13]

Према грбовнику Енверу Љубовићу, граничар Алексије Јагодич је пореклом из Клиса код Сплита. Служио је у Глинском граничарском пуку. Део њих се одселио у Лику у село Личко Лешће, где се и данас налази презиме. Сва тројица су, каже Дуишин, пореклом из исте породице Јагодић из Ливна, одакле су и започели своју војничку каријеру у Хабзбуршкој граничарској регименти. До избијања рата у Хрватској у Ливну је било често презиме Јагодић. Према предању, географско порекло презимена је на горњој Дрини, одакле су се у 15. веку преко Сарајева и касније Травника доселили у Ливно.

## Пројекат породичног стабла и ДНК
У априлу 2022. године спроведена је приватна ДНК студија са циљем израде генетског породичног стабла породице Јагодић. У истраживању је учествовало 15 породица из Мађарске, Словеније, Хрватске, Босне и Херцеговине, Србије и Аустралије које носе презиме Јагодић, односно Јагодиц и Јагодич.
Студију је спровео пројекат Јагодић ДНК у сарадњи са ФТДНА, ИСЕК и ДНК Центром из Београда. Резултати студије објављени су на приватној платформи породице Презиме-Јагодић.
Студија је још увек у току и континуирано прикупља нове резултате ДНК, са циљем да се обухвате све лозе.

## Значајни људи
- Рудолф Јагодич (1892–1972), аустријски слависта
- Владо Јагодић (фудбалски тренер из Босне и Херцеговине)
- Петар "Куриџа" Јагодић (1666-1749 у Буковици)
- Марко Јагодић-Куриџа (кошаркаш)
- Томо "Туле" Јагодић (лички народни певач)
- Хаџи-поп Петко Јагодић (1858. у Врањаку)